# Verdediging van Azech
De Verdediging van Azech was een militair gevecht tussen de Ottomaanse autoriteiten en Aramese verdedigers in Azech onder leiding van Işo Hanna Gabre in 1915, tijdens de Assyrische Genocide.
In augustus 1915 werd het dorp voor het eerst aangevallen door Koerdische stammen uit Cizre, maar de bewoners slaagden erin de aanval af te slaan. In oktober belegerden 3.000 tot 4.000 soldaten van het Ottomaanse Rijk Azech. De strategische ligging van het dorp maakte een frontale aanval moeilijk en de bewoners waren bewapend. De belegering duurde vierentwintig dagen voordat de Ottomaanse en Koerdische troepen zich terugtrokken, maar enkele maanden later keerden ze terug met versterkingen uit Diyarbakır.  
Binnen het dorp werden alle metalen voorwerpen, waaronder koperen emmers, omgesmolten om kogels te maken, en buskruit werd geproduceerd uit sumak. Azech bleef zich verzetten tot het einde van de Eerste Wereldoorlog.